# Іст-Орора (Нью-Йорк)
Іст-Орора (англ. East Aurora) — селище (англ. village) в США, в окрузі Ері штату Нью-Йорк. Населення — 5998 осіб (2020).

## Географія
Іст-Орора розташований за координатами 42°46′1″ пн. ш. 78°37′1″ зх. д. / 42.76694° пн. ш. 78.61694° зх. д. (42.766836, -78.617040).  За даними Бюро перепису населення США в 2010 році селище мало площу 6,53 км², з яких 6,50 км² — суходіл та 0,03 км² — водойми.

## Демографія
Згідно з переписом 2010 року, у селищі мешкало 6236 осіб у 2521 домогосподарстві у складі 1602 родин. Густота населення становила 955 осіб/км².  Було 2699 помешкань (413/км²).
Расовий склад населення:
| - 97,8 % — білих - 0,5 % — азіатів - 0,4 % — чорних або афроамериканців - 0,1 % — корінних американців |

До двох чи більше рас належало 0,9 %. Частка іспаномовних становила 1,1 % від усіх жителів.
За віковим діапазоном населення розподілялося таким чином: 23,4 % — особи молодші 18 років, 57,9 % — особи у віці 18—64 років, 18,7 % — особи у віці 65 років та старші. Медіана віку мешканця становила 43,8 року. На 100 осіб жіночої статі у селищі припадало 85,7 чоловіків;  на 100 жінок у віці від 18 років та старших — 83,8 чоловіків також старших 18 років.
Середній дохід на одне домашнє господарство  становив 84 072 долари США (медіана — 66 346), а середній дохід на одну сім'ю — 100 280 доларів (медіана — 80 283). Медіана доходів становила 58 542 долари для чоловіків та 42 008 доларів для жінок. За межею бідності перебувало 8,1 % осіб, у тому числі 9,0 % дітей у віці до 18 років та 7,3 % осіб у віці 65 років та старших.
Цивільне працевлаштоване населення становило 3105 осіб. Основні галузі зайнятості: освіта, охорона здоров'я та соціальна допомога — 29,3 %, науковці, спеціалісти, менеджери — 14,9 %, виробництво — 9,9 %, роздрібна торгівля — 8,7 %.